# نيكولاس سين
نيكولاس سين (31 أكتوبر 1844-2 يناير 1908م) هو جراح سويسري أمريكي، ومُرشد طبي، ومؤسس جمعية الجراحين العسكريين في الولايات المتحدة.  شغل منصب رئيس الجمعية الطبية الأمريكية في 1897-1898م ومنصب كبير الجراحين في الفيلق السادس بالجيش في عام 1898م، حيث عمل في كوبا أثناء الحرب الإسبانية الأمريكية.     أجرى سين أبحاثًا تجريبيةً عديدةً، عن التهاب البنكرياس الحاد،  الجراحة التجميلية، وأورام الرأس والرقبة، والأمعاء،  وعلاج سرطان الدم بالأشعة السينية. 

## النشأة والتعليم
وُلد سين في سيفلين بسويسرا وهاجر إلى الولايات المتحدة مع عائلته عام 1852م عندما كان في الثامنة من عمره، واستقر في أشفورد، ويسكونسن. تخرج من كلية طب شيكاغو عام 1868م.    

## المهنة

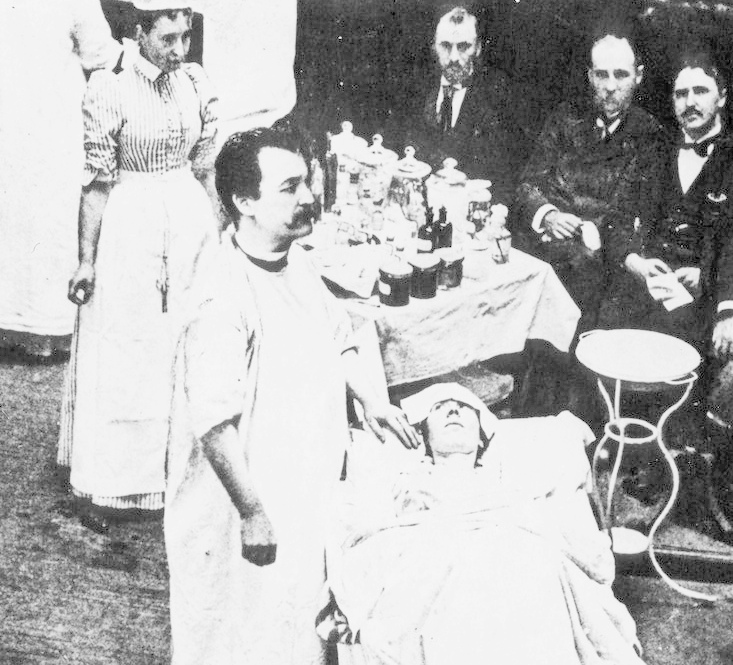
سين أثناء تعليمه لطلاب الطب، 1895م

قضى سين السنوات القليلة الأولى بعد تخرجه كممارس وطبيب مقيم في مستشفى مقاطعة كوك في شيكاغو، وأصبح لاحقًا طبيبًا في مستشفى ميلووكي.   

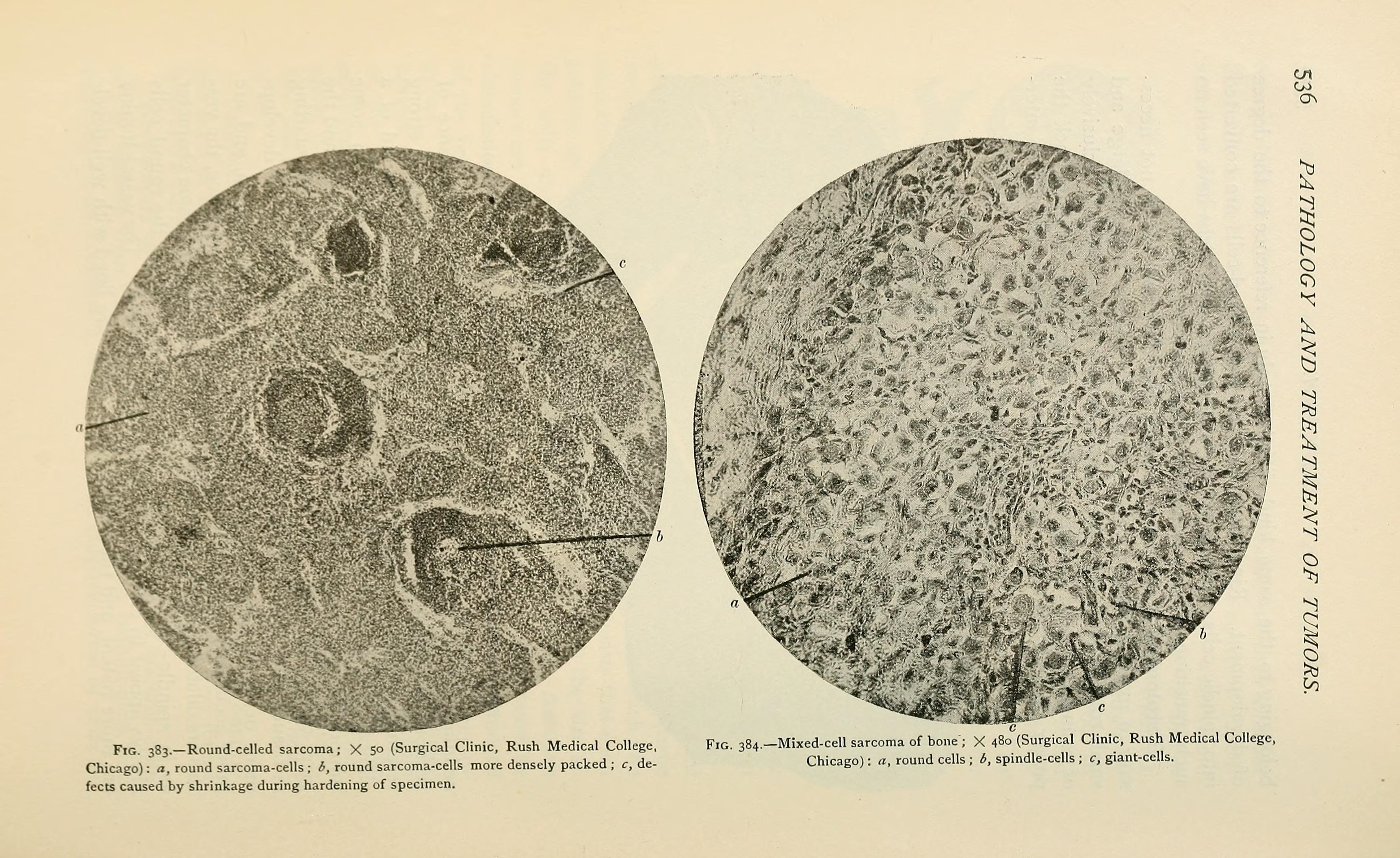
رسومات سين للأورام السرطانية

في عام 1877م، غادر سين إلى جامعة ميونيخ للدراسات العليا، وتخرج عام 1878م بدرجة دكتوراه أخرى في الطب.   
في عام 1878م، انضم إلى هيئة التدريس في كلية طب روش في شيكاغو كأستاذ الجراحة. 
في عام 1884م، تم تعيينه أستاذًا للجراحة في كلية الأطباء والجراحين في شيكاغو.  
حوالي عام 1886م، نجح سين في اختبار تشخيص انثقاب الجهاز الهضمي عن طريق النفخ بغاز الهيدروجين. استخدم سين بالونًا مطاطيًا متصلًا بأنبوب مطاطي أدخله عبر فتحة شرجه لضخ 15 لترًا من غاز الهيدروجين في مسالكه المعوية. قام أحد المساعدين بإغلاق الأنبوب بالضغط على فتحة الشرج. ضُخّ الهيدروجين بضغط البالون مع مراقبة الضغط على جهاز قياس الضغط. كان سين قد أجرى هذه التجربة مرارً على الكلاب إلى درجة تمزق الأمعاء.
بين عامي 1887 و 1888م، شغل منصب نائب رئيس جمعية الجراحة الأمريكية.
في عام 1890، أصبح أستاذًا للجراحة العملية والسريرية وعلم الأمراض الجراحي في كلية طب روش، وتقدم إلى رئاسة قسم الجراحة في عام 1891م.  
في أعوام 1890م و 1897م و 1903م و 1906م، كان مندوبًا في المؤتمر الطبي الدولي في برلين وموسكو ومدريد ولشبونة. 

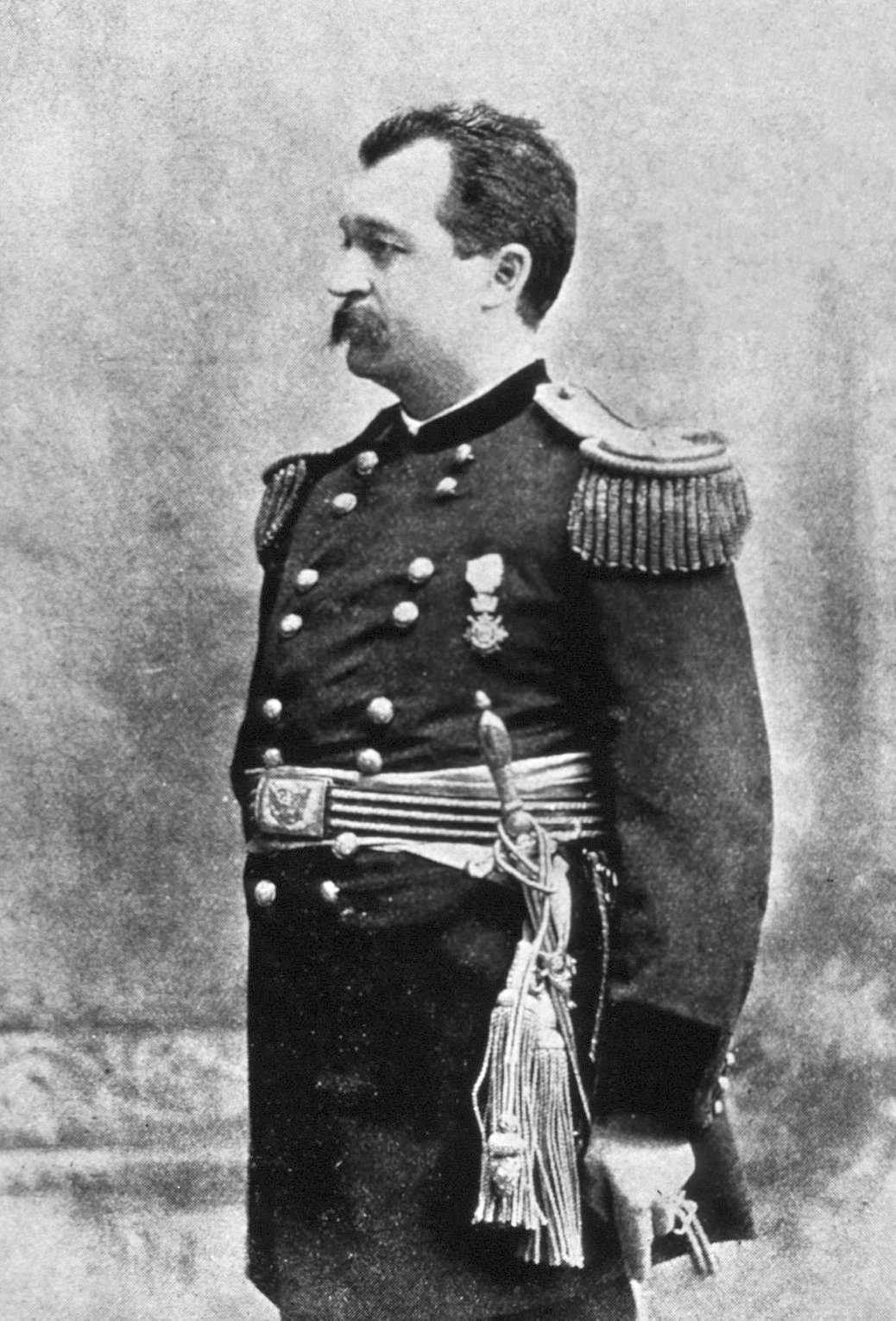
نيكولاس سين بالزي العسكري

في عام 1891م، أسس جمعية الجراحين العسكريين للولايات المتحدة وشغل منصب رئاستها في أول عامين.  
بين 1892-1893م، شغل منصب رئيس جمعية الجراحة الأمريكية  
بعد عام 1893م، كان جراحًا استشاريًا في المستشفى المشيخي ورئيس الجراحين في مستشفى سانت جوزيف،  بالإضافة إلى أستاذ الجراحة في عيادات شيكاغو ومحاضر في الجراحة العسكرية في جامعة شيكاغو. 
في عام 1897م مُنح سسين درجة الدكتوراه من جامعة ويسكونسن.  كما شغل منصب رئيس الجمعية الطبية الأمريكية في 1897-1898م.  
في عام 1898م، عقب اندلاع الحرب الإسبانية الأمريكية، عُيّن سين رئيسًا للجراحين في الفيلق السادس للجيش الأمريكي برتبة مقدم ورئيس أركان، وشارك في حصار سانتياغو في عام 1900م.   
في وقت ما خلال حياته المهنية، كان سين الجراح العام للحرس الوطني لإلينوي وويسكونسن.   كما أسس جمعية الجراحين العسكريين في ولاية إلينوي، والتي ترأسها حتى وفاته. 

## أثره

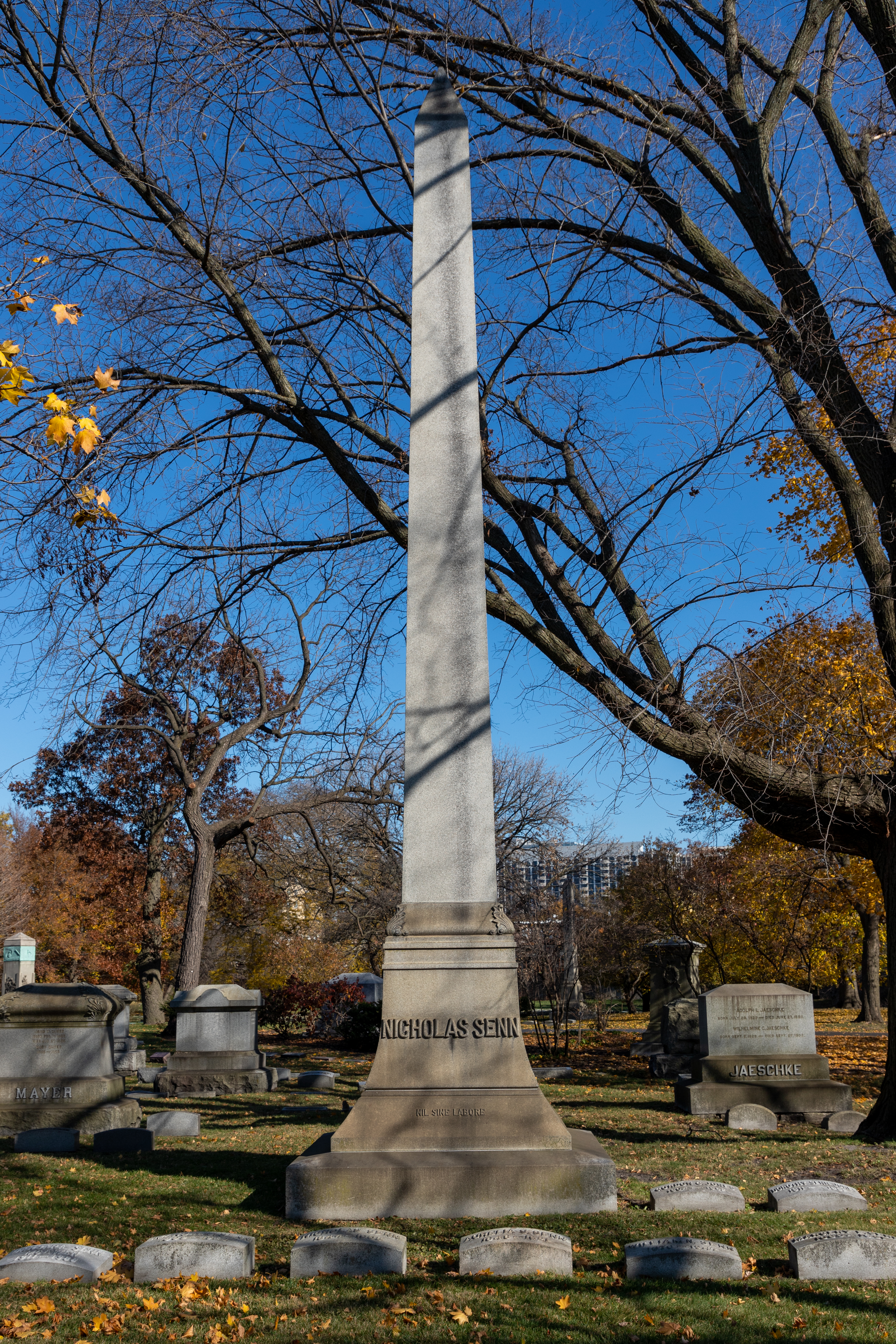
قبر سين في مقبرة جرايسلاند

نشر سين 25 كتابًا بالإضافة إلى العديد من الأوراق والمقالات خلال حياته المهنية؛  منها ورقة جراحة البنكرياس بناءً على التجارب والأبحاث السريرية عام 1886م،  وكتب أربعة أشهر بين الجراحين في أوروبا و دليل الممرضات لغرفة العمليات . 
طوال حياته المهنية، جمع سين مجموعة من 10000 مجلد و 14000 كتيب ومقالة يرجع تاريخها إلى القرن الخامس عشر وما بعده عن الطب والجراحة، والتي تحتفظ بها حاليًا مكتبة جون كريرار. كما قام أيضًا بشراء مجموعة من 7000 مجلد من الكتب الطبية القديمة والنادرة التي تركها طبيب بارز في ألمانيا وتبرع بالمواد إلى مكتبة نيوبيري.  
أطلق اسم سين على مدرسة ثانوية في شيكاغو في 20 مارس 1909م بعد وفاته.   كما عُرف عن سين قوله «مصير الجرحى في يد من يضع الضمادة الأولى» عام 1897م.
ألّف سين أيضًا كتاب حول العالم عبر الهند - جولة طبية ، والذي نشرته مطبعة الجمعية الطبية الأمريكية، شيكاغو، في عام 1905م.